# Stjepan Obran
Stjepan "Štef" Obran (Crvenka, 2. kolovoza 1956.), hrvatski rukometni trener i bivši hrvatski rukometaš, državni reprezentativac.

## Športska karijera
Igrao je u Crvenci. Igračka mu je karijera trajala iznimno dugo. Još kao 44-godišnjak je igrao za 1. B-ligaša Koprivnicu, ravnopravno postižući pogotke kao i ostali suigrači. Pri tome je dolazio u situacije da je igrao utakmice protiv svog sina Darija koji je igrao za protivnički sastav (Bjelovar) koji je onda imao 17 godina.
Stjepan Obran je igrao za Jugoslaviju na Olimpijskim igrama 1980. godine u Moskvi, kad je osvojila razočaravajuće 6. mjesto.
Na svjetskom rukometnom prvenstvu 1982. u SR Njemačkoj je osvojio srebrnu medalju, izgubivši u finalu od SSSR-a nakon produžetaka 27:30.
2007. je u proljetnom dijelu sezone vodio kao trener Varteks di Caprio, a prije toga je vodio rukometaše Karlovca.